# Kaprain
Kaprain (o Kapren) è una suddivisione dell'India, classificata come municipality, di 17.766 abitanti, situata nel distretto di Bundi, nello stato federato del Rajasthan. In base al numero di abitanti la città rientra nella classe IV (da 10.000 a 19.999 persone).

## Geografia fisica
La città è situata a 25° 24' 14 N e 76° 04' 28 E.

## Società

### Evoluzione demografica
Al censimento del 2001 la popolazione di Kaprain assommava a 17.766 persone, delle quali 9.326 maschi e 8.440 femmine. I bambini di età inferiore o uguale ai sei anni assommavano a 3.119, dei quali 1.675 maschi e 1.444 femmine. Infine, coloro che erano in grado di saper almeno leggere e scrivere erano 9.547, dei quali 6.248 maschi e 3.299 femmine.